# Dreiländereck
Ein Dreiländereck – auch Länderdreieck genannt – ist der geografische Punkt, an dem drei gleichrangige Grenzen und damit auch drei gleichartig verwaltete Territorien (Staaten, Gliedstaaten, Verwaltungseinheiten etc.) aufeinandertreffen. Bekannt werden solche Dreiländerecke meist, wenn sie schon längere Zeit bestehen oder aber, wenn drei Kulturen sich begegnen. Meist ist diese Stelle durch die jeweiligen Staatsflaggen oder Monumente markiert, im Freiland zum Teil durch sogenannte Dreimarksteine bzw. Dreimärker. (Als Dreimärker wird auch der drei aneinandergrenzende Verwaltungseinheiten wie Dörfer oder Gemeinden markierende Grenzstein bezeichnet.) Während drei Länder häufig aufeinandertreffen, sind Vier- oder Mehr-Länderecke sehr selten.

## Allgemeine Übersicht
Von den zurzeit (2015) 195 von den Vereinten Nationen anerkannten Staaten auf der Erde haben 135 mindestens einen solchen Grenzpunkt. Insgesamt existieren 159 internationale Dreiländerecke auf der Erde. Die Häufigkeit des Vorkommens von Dreiländerecken ist abhängig von der Anzahl der Nachbarn, aber auch von der Anzahl der Seegrenzen. So haben Inselnationen wie Japan oder auch Staaten wie Portugal und San Marino, die nur ein Nachbarland haben – z. B., weil sie vollständig von einem Staat umgeben sind – keines. Auch sind zwei Nachbarländer kein hinreichendes Kriterium, wie es z. B. bzgl. der USA in Nordamerika ist. Auch die Fläche eines Staates hat nur bedingt mit dessen Anzahl an Dreiländerecken zu tun: Der Staat mit den meisten ist die Volksrepublik China mit 16, während Russland, der flächenmäßig größte Staat der Welt, nur 10 hat.
Österreich hat an seinen Grenzen neun Dreiländerecke (und ist damit der Staat mit den meisten Dreiländerecken in Europa), Deutschland sieben, die Schweiz sechs, Belgien drei, und Liechtenstein weist zwei Dreiländerecke auf.

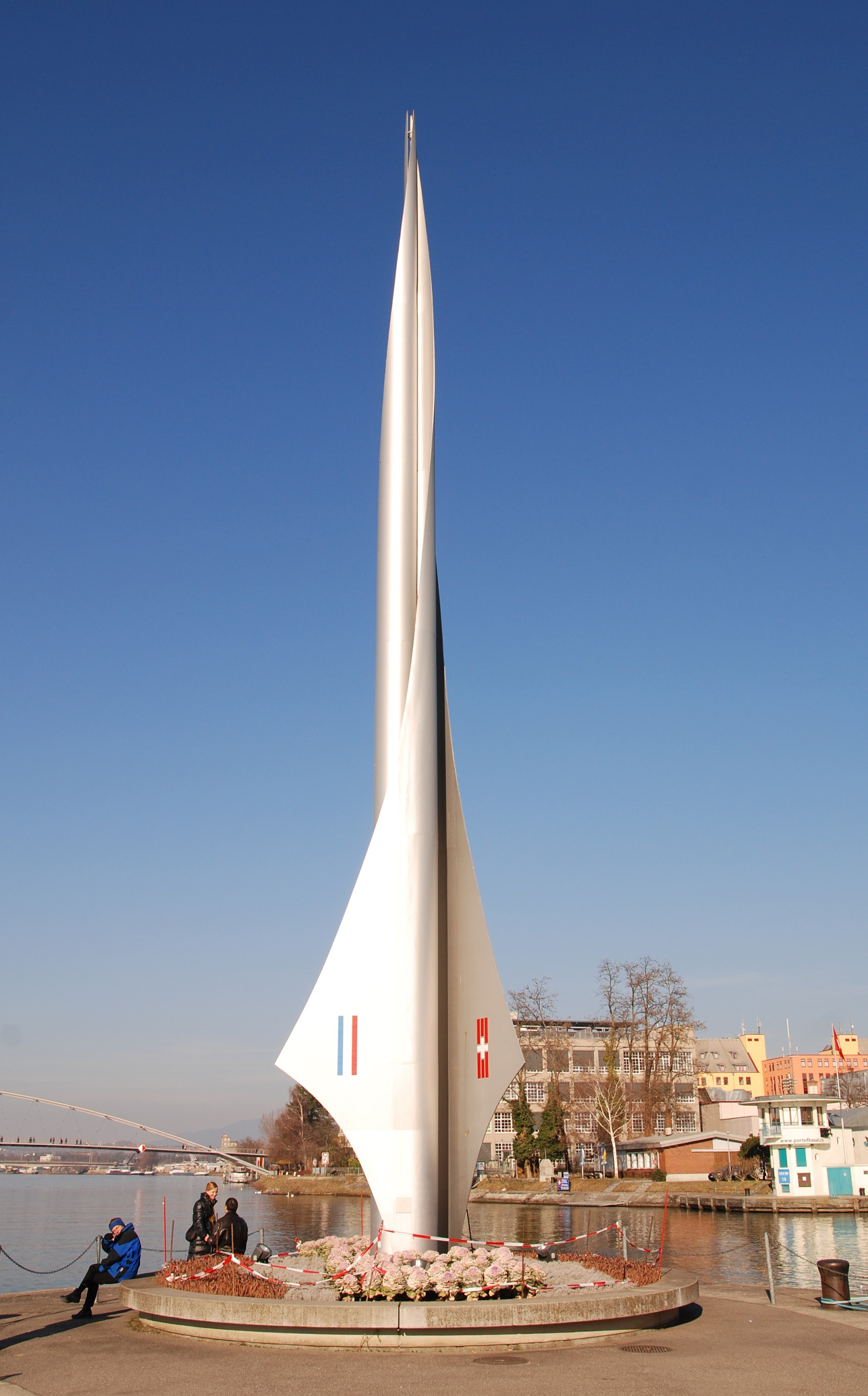
Dreiländereck CH-DE-FR am Rheinhafen von Basel
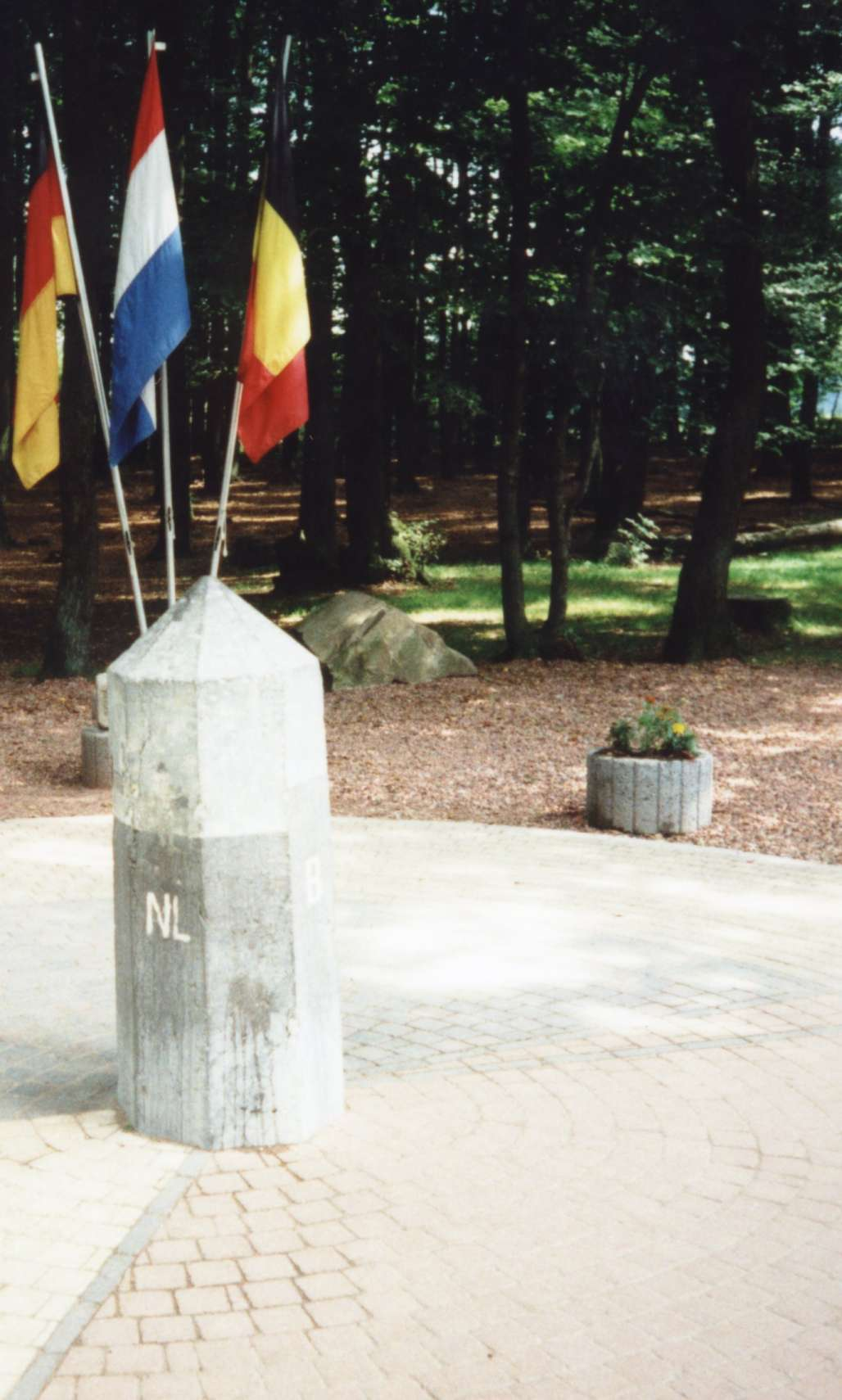
Vaalserberg: Dreiländereck BE-DE-NL
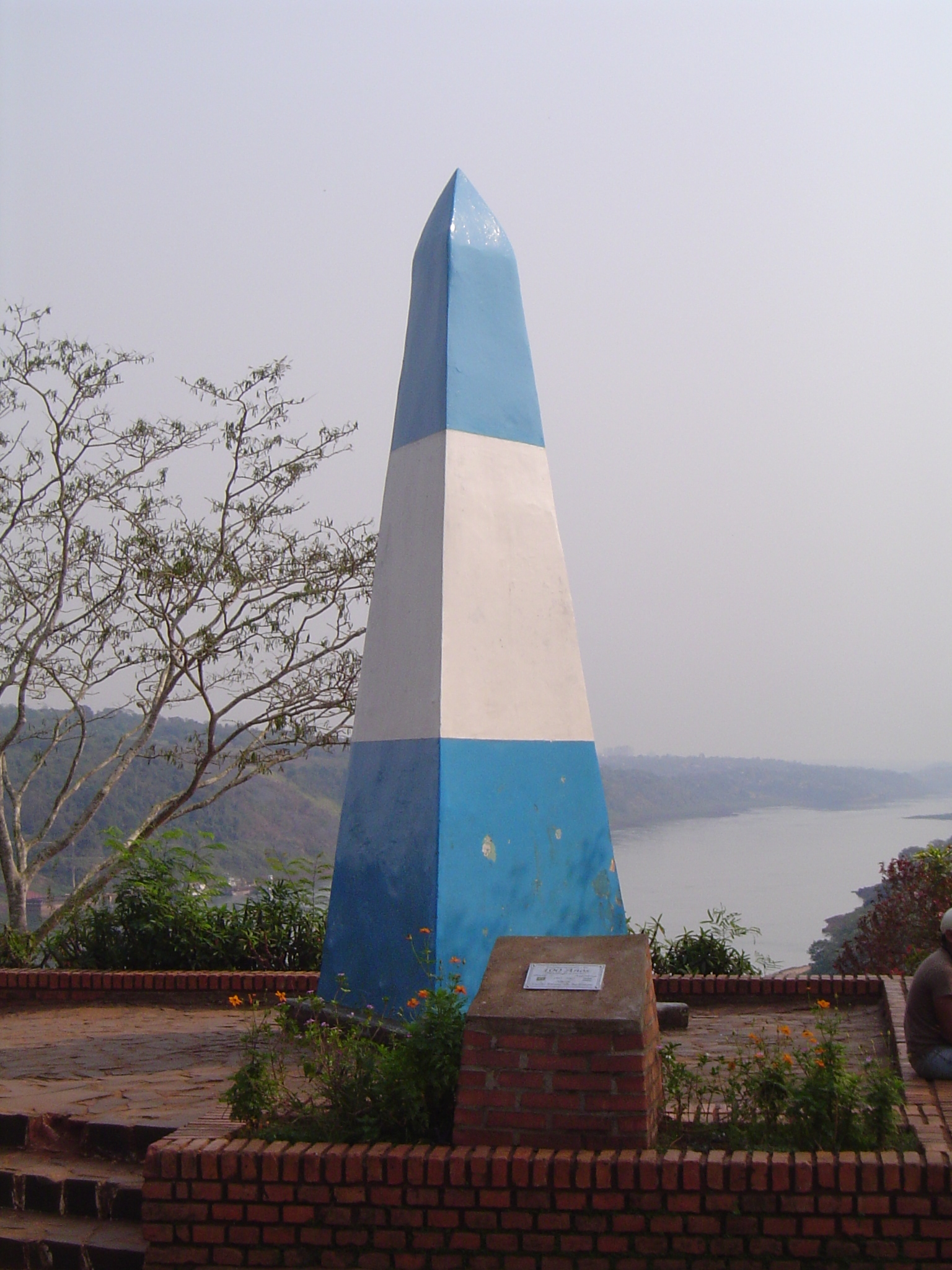
Markstein auf der argentinischen Seite des Dreiländerecks AR-BR-PY
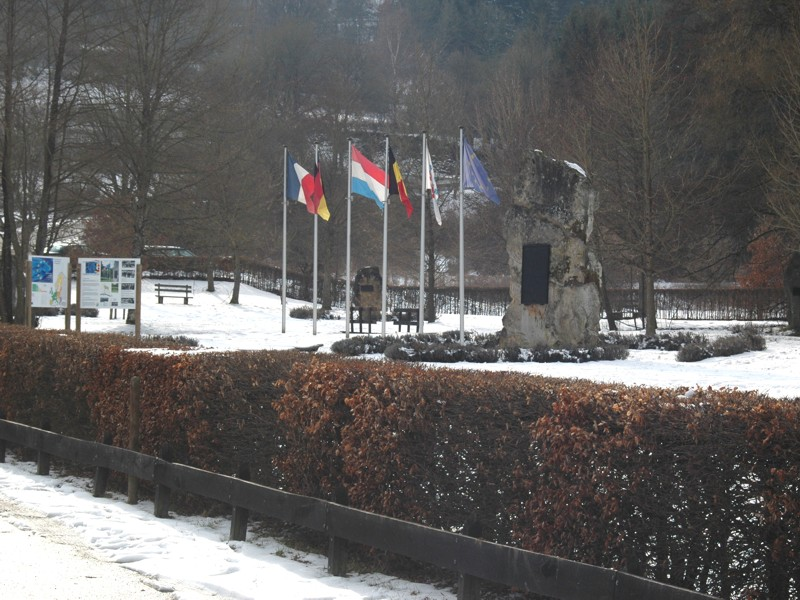
Ouren: Europadenkmal nahe dem Dreiländereck BE-DE-LU
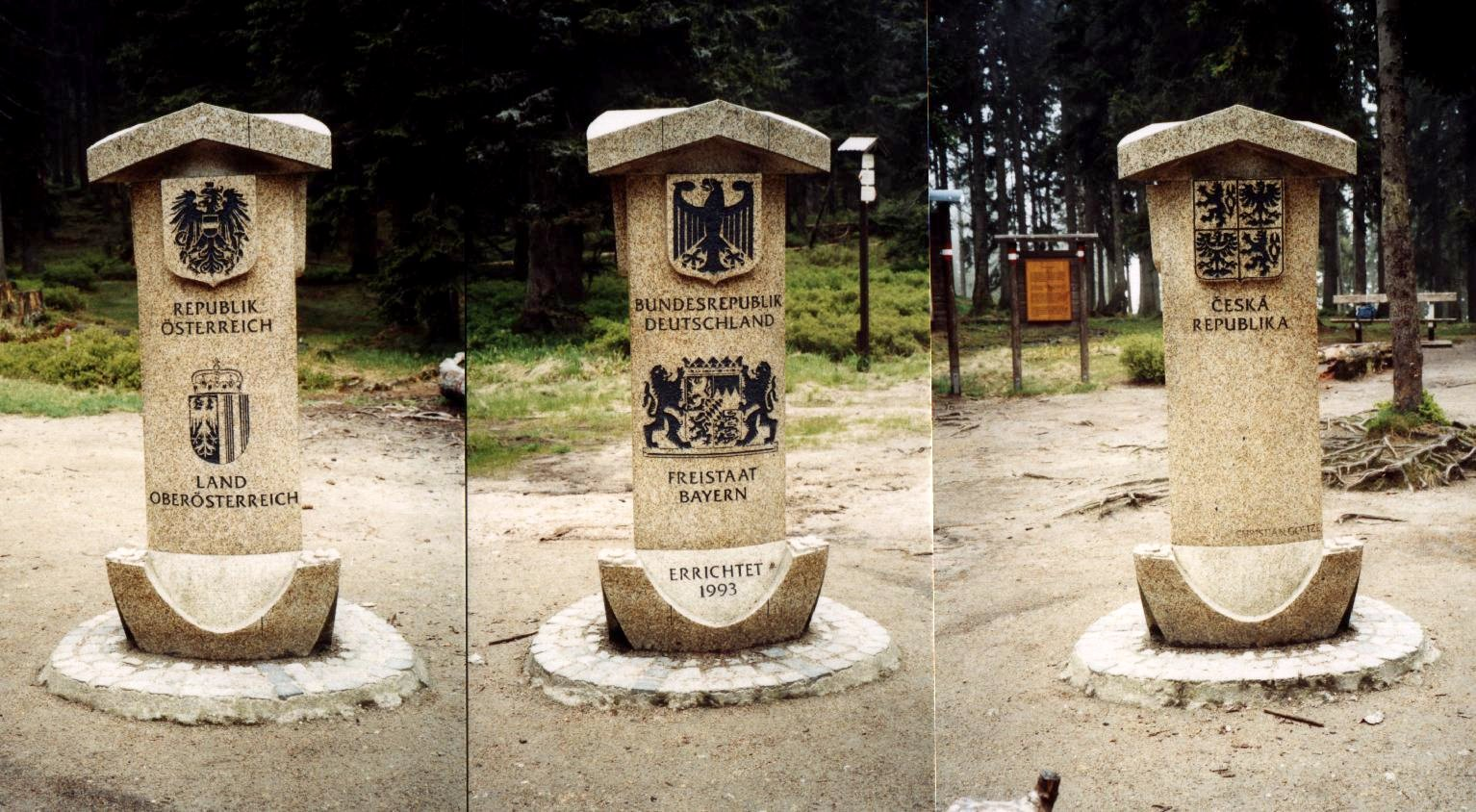
Dreiländereck AT-CZ-DE
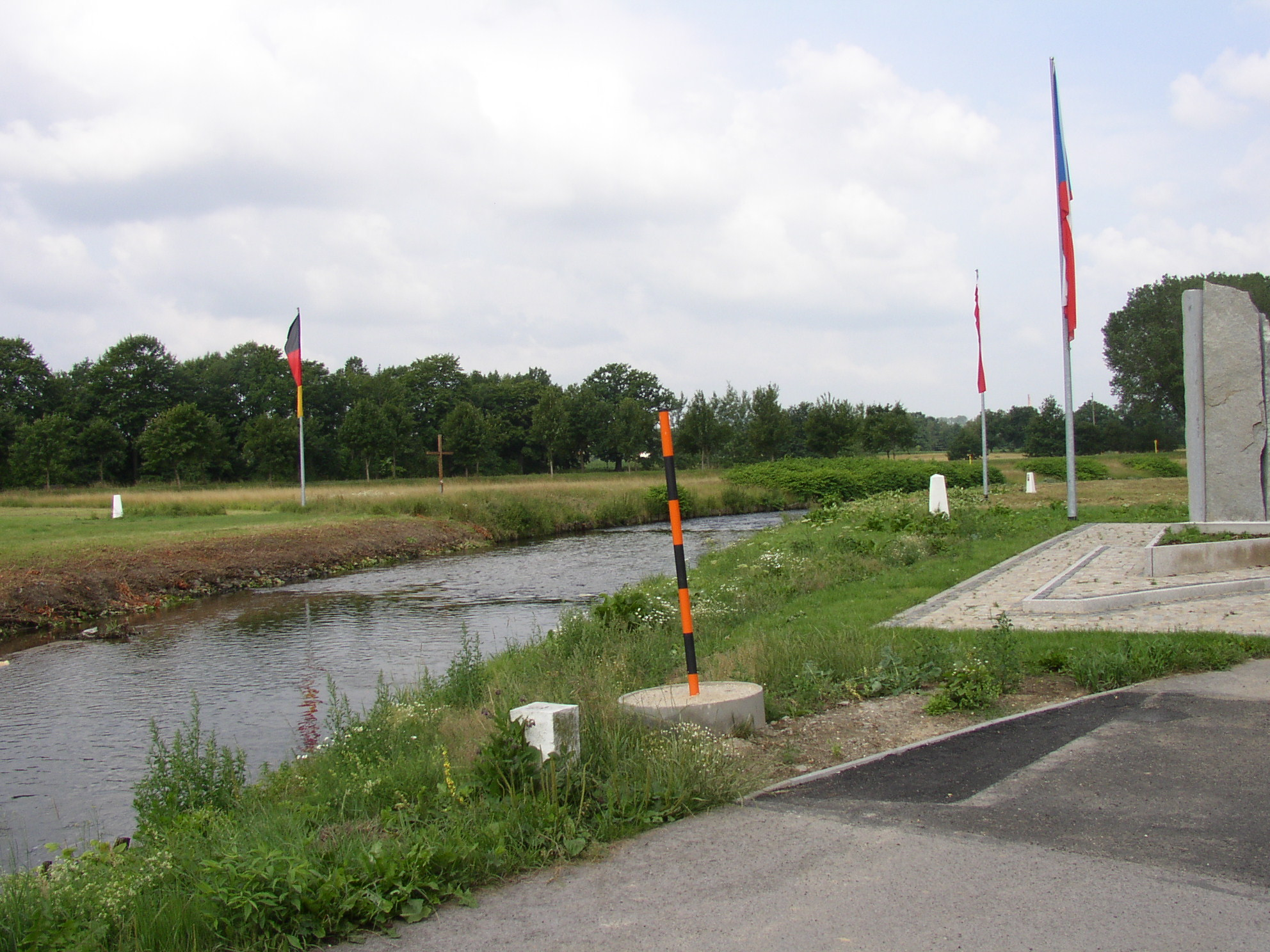
Zittau: Dreiländereck CZ-DE-PL
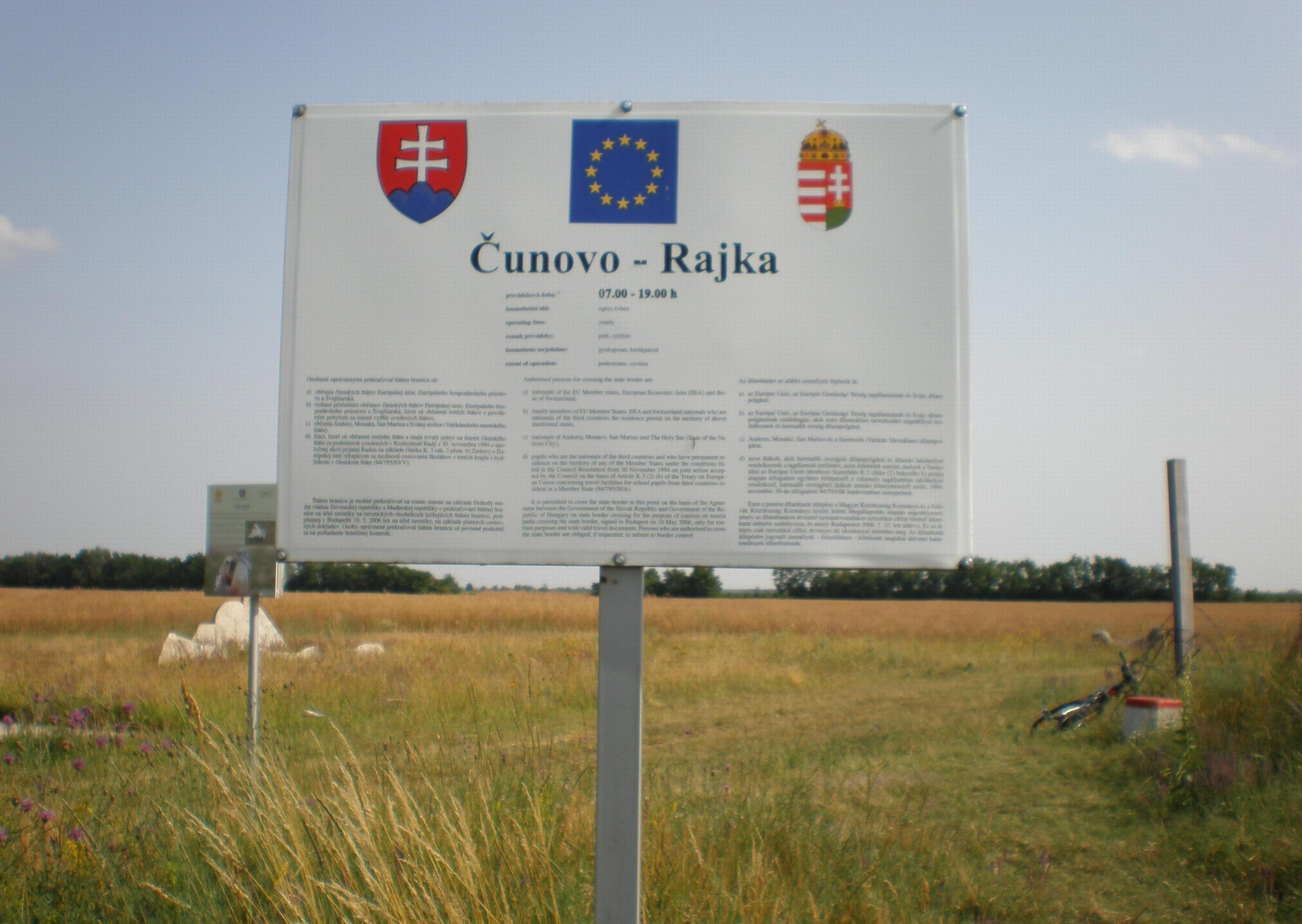
Dreiländereck AT-HU-SK
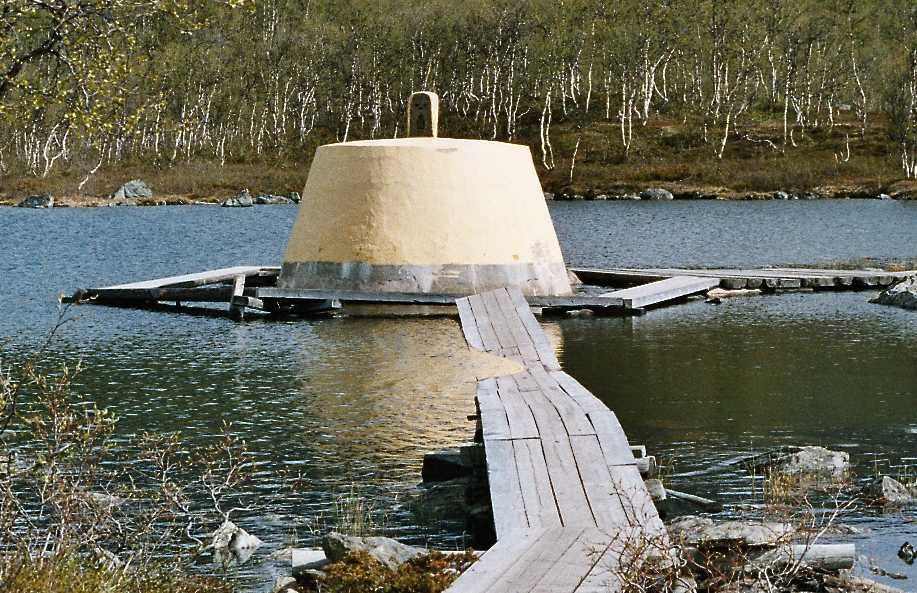
Treriksröset: Dreiländereck FI-NO-SE
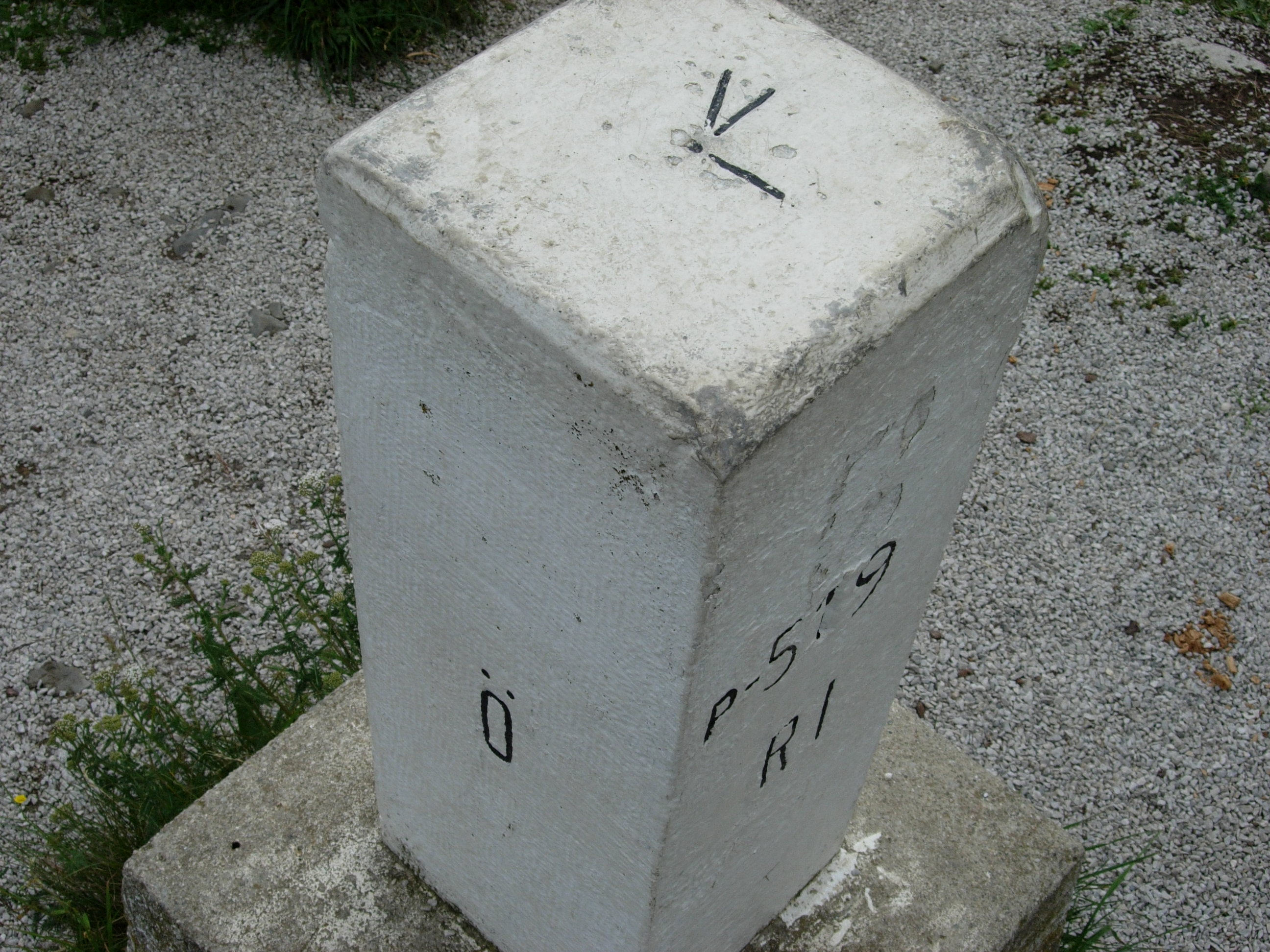
Berg Ofen: Grenzstein Dreiländereck AT-IT-SI
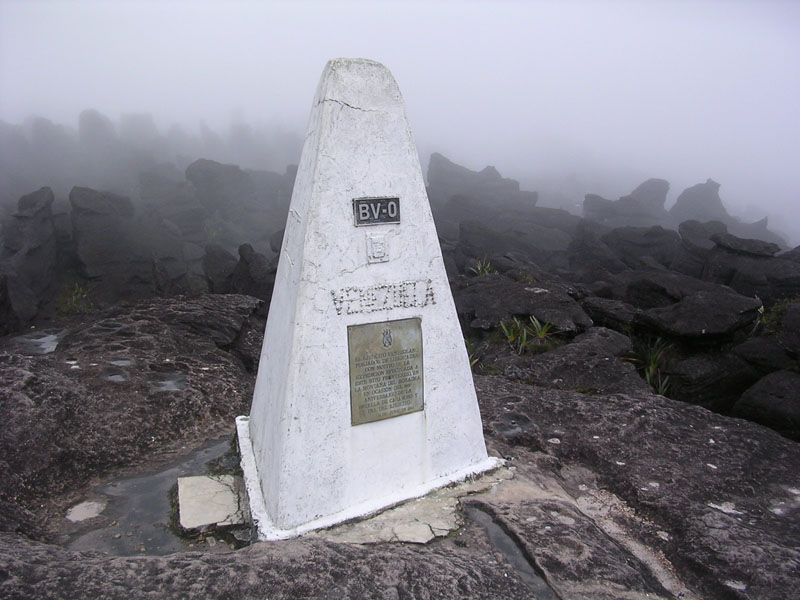
Monte Roraima: Dreiländereck BR-GY-VE

## Dreiländerecke weltweit
Die nachfolgenden Auflistungen zeigen Listen aller internationalen Dreiländerecke. Die Länder sind in Zeilen alphabetisch aufsteigend angeordnet.
Australien ist der einzige Staat auf dem gleichnamigen Kontinent und weist daher kein Dreiländereck auf.
Die elf Sektoren des Kontinents Antarktika konvergieren am geographischen Südpol.

### Afrika
In Afrika existieren 63 Dreiländerecke, wovon vier auch als Vierländereck angesehen werden:
| Land 1                       | Land 2                       | Land 3                       | Anmerkungen |
| ---------------------------- | ---------------------------- | ---------------------------- | --- |
| Ägypten                      | Libyen                       | Sudan                        | |
| Äquatorialguinea             | Gabun                        | Kamerun                      | |
| Äthiopien                    | Eritrea                      | Sudan                        | |
| Äthiopien                    | Kenia                        | Somalia                      | |
| Äthiopien                    | Kenia                        | Südsudan                     | |
| Äthiopien                    | Somalia                      | Somaliland                   | |
| Äthiopien                    | Sudan                        | Südsudan                     | |
| Algerien                     | Libyen                       | Niger                        | |
| Algerien                     | Libyen                       | Tunesien                     | |
| Algerien                     | Mali                         | Mauretanien                  | |
| Algerien                     | Mali                         | Niger                        | |
| Algerien                     | Marokko                      | West-Sahara                  | |
| Algerien                     | Mauretanien                  | West-Sahara                  | |
| Angola                       | Demokratische Republik Kongo | Republik Kongo (Cabinda)     | |
| Angola                       | Demokratische Republik Kongo | Sambia                       | |
| Angola                       | Namibia                      | Sambia                       | |
| Benin                        | Burkina Faso                 | Niger                        | |
| Benin                        | Burkina Faso                 | Togo                         | |
| Benin                        | Niger                        | Nigeria                      | |
| Botswana                     | Namibia                      | Sambia                       | im Vierländereck Botswana-Namibia-Sambia-Simbabwe                                                                                                  |
| Botswana                     | Namibia                      | Simbabwe                     | im Vierländereck Botswana-Namibia-Sambia-Simbabwe                                                                                                  |
| Botswana                     | Namibia                      | Südafrika                    | Das Dreiländereck liegt am Westrand des Kgalagadi-Transfrontier-Nationalparks 1,7 km nördlich des Nossob-Flussbettes am Rand der Farm Buitepos (⊙) |
| Botswana                     | Sambia                       | Simbabwe                     | im Vierländereck Botswana-Namibia-Sambia-Simbabwe                                                                                                  |
| Botswana                     | Simbabwe                     | Südafrika                    | |
| Burkina Faso                 | Elfenbeinküste               | Ghana                        | |
| Burkina Faso                 | Elfenbeinküste               | Mali                         | |
| Burkina Faso                 | Ghana                        | Togo                         | |
| Burkina Faso                 | Mali                         | Niger                        | |
| Burundi                      | Demokratische Republik Kongo | Ruanda                       | an der Mündung des Ruhwa in den Ruzizi |
| Burundi                      | Demokratische Republik Kongo | Tansania                     | im Tanganjikasee |
| Burundi                      | Ruanda                       | Tansania                     | |
| Dschibuti                    | Äthiopien                    | Eritrea                      | |
| Dschibuti                    | Äthiopien                    | Somaliland                   | |
| Elfenbeinküste               | Guinea                       | Liberia                      | |
| Elfenbeinküste               | Guinea                       | Mali                         | |
| Gabun                        | Kamerun                      | Republik Kongo               | |
| Guinea                       | Guinea-Bissau                | Senegal                      | |
| Guinea                       | Liberia                      | Sierra Leone                 | |
| Kamerun                      | Nigeria                      | Tschad                       | im Tschadsee, inzwischen trockenliegend |
| Kamerun                      | Republik Kongo               | Zentralafrikanische Republik | |
| Kamerun                      | Tschad                       | Zentralafrikanische Republik | |
| Kenia                        | Tansania                     | Uganda                       | im Victoriasee |
| Kenia                        | Uganda                       | Südsudan                     | |
| Kenia                        | Uganda                       | Tansania                     | |
| Demokratische Republik Kongo | Republik Kongo               | Zentralafrikanische Republik | |
| Demokratische Republik Kongo | Ruanda                       | Uganda                       | bis 1920 Dreiländereck zwischen Belgisch-Kongo, Deutsch-Ostafrika und Uganda                                                                       |
| Demokratische Republik Kongo | Sambia                       | Tansania                     | im Tanganjikasee; bis 1920 Dreiländereck zwischen Belgisch-Kongo, Deutsch-Ostafrika und Nordrhodesien                                              |
| Demokratische Republik Kongo | Südsudan                     | Uganda                       | |
| Demokratische Republik Kongo | Südsudan                     | Zentralafrikanische Republik | |
| Libyen                       | Niger                        | Tschad                       | |
| Libyen                       | Sudan                        | Tschad                       | |
| Malawi                       | Mosambik                     | Sambia                       | |
| Malawi                       | Mosambik                     | Tansania                     | im Malawisee |
| Mali                         | Mauretanien                  | Senegal                      | |
| Mosambik                     | Sambia                       | Simbabwe                     | bei Zumbo |
| Mosambik                     | Sambia                       | Tansania                     | |
| Mosambik                     | Simbabwe                     | Südafrika                    | „Crook’s Corner“ |
| Mosambik                     | Südafrika                    | Eswatini                     | (Nordeck) |
| Mosambik                     | Südafrika                    | Eswatini                     | (Südeck) |
| Namibia                      | Sambia                       | Simbabwe                     | im Vierländereck Botswana-Namibia-Sambia-Simbabwe                                                                                                  |
| Niger                        | Nigeria                      | Tschad                       | im Tschadsee, inzwischen trockenliegend |
| Ruanda                       | Tansania                     | Uganda                       | |
| Sudan                        | Südsudan                     | Zentralafrikanische Republik | |

### Amerika
In Mittelamerika existieren 2 Dreiländerecke, in Südamerika 13:
| Land 1      | Land 2                           | Land 3      | Anmerkungen |
| ----------- | -------------------------------- | ----------- | --- |
| Argentinien | Bolivien                         | Chile       | Zapaleri, 5653 m, 22°48′56″S 67°10′43″W                                                                                  |
| Argentinien | Bolivien                         | Paraguay    | |
| Argentinien | Brasilien                        | Paraguay    | Hito Tres Fronteras, bekannt durch die Iguaçu-Wasserfälle                                                                |
| Argentinien | Brasilien                        | Uruguay     | Bella Unión/Isla Brasilera                                                                                               |
| Belize      | Guatemala                        | Mexiko      | (Mittelamerika) |
| Bolivien    | Brasilien                        | Paraguay    | |
| Bolivien    | Brasilien                        | Peru        | |
| Bolivien    | Chile                            | Peru        | |
| Brasilien   | Frankreich (Französisch-Guayana) | Suriname    | |
| Brasilien   | Guyana                           | Suriname    | |
| Brasilien   | Guyana                           | Venezuela   | auf dem Berg Monte Roraima                                                                                               |
| Brasilien   | Kolumbien                        | Peru        | Tres Fronteras, im Amazonas-Regenwald mit einer Dreistadt Tabatinga, Leticia, Santa Rosa mit mehr als 100.000 Einwohnern |
| Brasilien   | Kolumbien                        | Venezuela   | |
| Ecuador     | Kolumbien                        | Peru        | |
| Guatemala   | Honduras                         | El Salvador | (Mittelamerika) |

Da sich alle Staaten auf dem nordamerikanischen Festland vom Pazifischen bis zum Atlantischen Ozean erstrecken, existieren dort keine Dreiländerecke.
Die Bundesstaaten der Vereinigten Staaten bilden 38 Tri-State Areas (Dreistaatengebiete).

### Asien
In Asien existieren 42 Dreiländerecke:
| Land 1                        | Land 2                                               | Land 3                       | Anmerkungen |
| ----------------------------- | ---------------------------------------------------- | ---------------------------- | --- |
| Abchasien                     | Georgien                                             | Russland                     | Ausgehend von der Manytschniederung als Südgrenze Europas liegt dieser Punkt in Asien. Nimmt man als Grenze Europas den Hauptkamm des Kaukasus, so läge der Punkt auf der Grenze zwischen Europa und Asien. Abchasien ist völkerrechtlich ein Teil Georgiens. |
| Afghanistan                   | Iran                                                 | Pakistan                     | 29° 52′ N, 60° 52′ O Kuh-e Malek Siah (Gipfel) |
| Afghanistan                   | Iran                                                 | Turkmenistan                 | bis Dezember 1991 Dreiländereck zwischen Afghanistan, Iran und der Sowjetunion |
| Afghanistan                   | Pakistan                                             | Volksrepublik China          | Grenzpunkt seit 1895. Das angrenzende Gebiet Pakistans war bis 1947 Teil von Britisch-Indien und wird von Indien beansprucht. Das angrenzende Gebiet Chinas gehörte 1944–1949 zur Republik Ostturkestan.                                                      |
| Afghanistan                   | Tadschikistan                                        | Volksrepublik China          | bis Dezember 1991 Dreiländereck zwischen Afghanistan, China und der Sowjetunion |
| Afghanistan                   | Usbekistan                                           | Tadschikistan                | |
| Afghanistan                   | Usbekistan                                           | Turkmenistan                 | |
| Ägypten                       | Gazastreifen                                         | Israel                       | |
| Armenien                      | Aserbaidschan                                        | Georgien                     | |
| Armenien                      | Aserbaidschan (Nachitschewan)                        | Iran                         | |
| Armenien                      | Aserbaidschan (Nachitschewan)                        | Türkei                       | |
| Armenien                      | Bergkarabach (de facto) bzw. Aserbaidschan (de jure) | Iran                         | |
| Armenien                      | Georgien                                             | Türkei                       | |
| Aserbaidschan                 | Georgien                                             | Russland                     | Ausgehend von der Manytschniederung als Südgrenze Europas liegt dieser Punkt in Asien. Nimmt man als Grenze Europas den Hauptkamm des Kaukasus, so läge der Punkt auf der Grenze zwischen Europa und Asien.                                                   |
| Aserbaidschan                 | Bergkarabach                                         | Iran                         | |
| Aserbaidschan (Nachitschewan) | Iran                                                 | Türkei                       | bis 1991 Dreiländereck zwischen der Sowjetunion, dem Iran und der Türkei |
| Bangladesch                   | Myanmar                                              | Indien                       | 1947–1971 Dreiländereck zwischen Birma, Indien und Pakistan (Ostpakistan) |
| Bhutan                        | Indien                                               | Volksrepublik China          | (Osteck); 1912–1950 Dreiländereck zwischen Bhutan, Tibet und Sikkim, 1950–1975 zwischen Bhutan, der Volksrepublik China und Sikkim |
| Bhutan                        | Indien                                               | Volksrepublik China          | (Westeck); Geschichte: siehe Osteck |
| Dhekelia                      | Türkische Republik Nordzypern                        | Republik Zypern              | Westliches Dreiländereck seit der Besetzung Nordzyperns durch die Türkei 1974 beziehungsweise der Ausrufung der Türkischen Republik Nordzypern 1983 |
| Dhekelia                      | Türkische Republik Nordzypern                        | Republik Zypern              | Östliches Dreiländereck seit der Besetzung Nordzyperns durch die Türkei 1974 beziehungsweise der Ausrufung der Türkischen Republik Nordzypern 1983 |
| Georgien                      | Russland                                             | Südossetien                  | (Westeck) Südossetien ist völkerrechtlich ein Teil Georgiens. |
| Georgien                      | Russland                                             | Südossetien                  | (Osteck) Südossetien ist völkerrechtlich ein Teil Georgiens. |
| Indien                        | Myanmar                                              | Volksrepublik China          | |
| Indien                        | Nepal                                                | Volksrepublik China          | (Osteck); 1912–1950 Dreiländereck zwischen Nepal, Tibet und Sikkim, 1950–1975 zwischen Nepal, der Volksrepublik China und Sikkim |
| Indien                        | Nepal                                                | Volksrepublik China          | (Westeck); 1912–1950 Dreiländereck zwischen Indien, Nepal und Tibet |
| Indien                        | Pakistan                                             | Volksrepublik China          | Der Punkt befindet sich in der Region Kaschmir und somit nach indischer Auffassung gänzlich auf indischem Gebiet. Die Grenzen hier sind Waffenstillstandslinien.                                                                                              |
| Irak                          | Iran                                                 | Türkei                       | |
| Irak                          | Jordanien                                            | Saudi-Arabien                | |
| Irak                          | Jordanien                                            | Syrien                       | |
| Irak                          | Kuwait                                               | Saudi-Arabien                | 29° 6′ N, 46° 33′ O Audschat al-Batin (Auǧat al-Bāṭin, عوجة الباطن) (Wadibiegung) |
| Irak                          | Syrien                                               | Türkei                       | |
| Israel                        | Jordanien                                            | Palästina                    | (Nordeck) |
| Israel                        | Jordanien                                            | Palästina                    | (Südeck) |
| Israel                        | Jordanien                                            | Syrien                       | |
| Israel                        | Libanon                                              | Syrien                       | Mount Hermon |
| Jemen                         | Oman                                                 | Saudi-Arabien                | DCP 19, 52 19° 0′ N, 52° 0′ O (nördlichster Punkt des Jemen, westlichster Punkt von Oman) |
| Kambodscha                    | Laos                                                 | Thailand                     | |
| Kambodscha                    | Laos                                                 | Vietnam                      | bis 1975/76 Dreiländereck zwischen Kambodscha, Laos und Südvietnam |
| Kasachstan                    | Kirgisistan                                          | Usbekistan                   | |
| Kasachstan                    | Kirgisistan                                          | Volksrepublik China          | Seit 1999 ist der gemeinsame Grenzpunkt der Gipfel des Khan Tengri im Tian Shan. Vorher galt der Hauptkamm des Gebirges (über Meridional-Kette und Koksaal-Tau) als Grenze.                                                                                   |
| Kasachstan                    | Russland                                             | Volksrepublik China          | im Altai-Gebirge |
| Kasachstan                    | Turkmenistan                                         | Usbekistan                   | |
| Kirgisistan                   | Tadschikistan                                        | Usbekistan                   | |
| Laos                          | Myanmar                                              | Thailand                     | Goldenes Dreieck; bis 1954 Dreiländereck zwischen Französisch-Indochina, Birma und Thailand |
| Laos                          | Myanmar                                              | Volksrepublik China          | bis 1954 Dreiländereck zwischen Französisch-Indochina, Birma und China |
| Laos                          | Vietnam                                              | Volksrepublik China          | |
| Mongolei                      | Russland                                             | Volksrepublik China          | (Osteck) |
| Mongolei                      | Russland                                             | Volksrepublik China          | (Westeck); im Altai-Gebirge |
| Nordkorea                     | Russland                                             | Volksrepublik China          | in der Region Primorje |
| Oman                          | Saudi-Arabien                                        | Vereinigte Arabische Emirate | 22° 42′ N, 55° 12′ O bei Umm az-Zamul |

Die Dreiländerecke Kasachstan-Russland-Volksrepublik China sowie Mongolei-Russland-Volksrepublik China liegen im Altai nur 39 km voneinander entfernt.

### Europa
In Europa gibt es 48 internationale Dreiländerecke:
| Land 1                  | Land 2         | Land 3                 | Anmerkungen |
| ----------------------- | -------------- | ---------------------- | --- |
| Albanien                | Griechenland   | Nordmazedonien         | im Prespasee |
| Albanien                | Kosovo         | Nordmazedonien         | südlich von Prizren in Kosovo |
| Albanien                | Kosovo         | Montenegro             | Tromeđa (2366 m) nördlich von Bajram Curri in Albanien |
| Andorra                 | Frankreich     | Spanien                | in den Pyrenäen (Osteck) |
| Andorra                 | Frankreich     | Spanien                | in den Pyrenäen (Westeck) |
| Belarus                 | Lettland       | Litauen                | nordöstlich von Visaginas in Litauen |
| Belarus                 | Lettland       | Russland               | südöstlich von Suskova in Lettland |
| Belarus                 | Litauen        | Polen                  | westlich von Druskininkai in Litauen |
| Belarus                 | Polen          | Ukraine                | südöstlich von Wlodawa in Polen |
| Belarus                 | Russland       | Ukraine                | Kreisverkehr mit drei Grenzübergängen, südöstlich von Homel in Belarus (leicht erhöhte Radioaktivität durch die Katastrophe von Tschernobyl) |
| Belgien                 | Deutschland    | Luxemburg              | im Fluss Our und nahe dem Europadenkmal, westlich von Sevenig (Deutschland), südlich von Ouren (Belgien) und östlich von Lieler (Luxemburg) sowie unmittelbar südlich einer Fußgängerbrücke über die Our. Genaugenommen ist dies kein exakter Punkt, sondern eine Linie. Hintergrund: Die Grenze zwischen Belgien im Norden und Luxemburg im Süden bildet in diesem Bereich der Talweg um den nach Osten zur Our fließenden Ribbach. Die Grenze zwischen Belgien im Westen und Deutschland im Osten bildet dort nördlich der Einmündung des Ribbachs der Talweg der nach Norden fließenden Our. Südlich der Einmündung des Ribbachs in die Our bildet auch dieser Fluss die Grenze zwischen Luxemburg im Westen und Deutschland im Osten. Jedoch ist der Fluss selbst dort gemeinschaftliches Hoheitsgebiet dieser beiden Länder (Kondominium), siehe Gemeinschaftliches deutsch-luxemburgisches Hoheitsgebiet. Aus diesem Grund kann kein exakter Punkt für das Zusammentreffen aller drei Länder angegeben werden, sondern am ehesten beschreibt eine Linie quer durch die Our auf Höhe des Talwegs des einmündenden Ribbachs die Situation (zwischen dem Talweg der Einmündung des Ribbachs im Westen und dem Talweg der Our im Osten). Diese Linie grenzt an Belgien (im Nordwesten), Deutschland (im Nordosten) und das deutsch-luxemburgische Kondominium (im Süden). Entsprechendes Gebiet kann gut zu Fuß vom Parkplatz am Europadenkmal erreicht werden. |
| Belgien                 | Deutschland    | Niederlande            | Vaalserberg westlich von Aachen (Deutschland), südlich von Vaals (Niederlande) und nordöstlich von Gemmenich (Belgien) unmittelbar östlich an einer Straße zwischen den beiden letztgenannten Orten. Dieser Punkt war zeitweilig auch wegen Neutral-Moresnet ein Vierländereck. Das Areal ist touristisch gut erschlossen und wenige Meter nördlich befindet sich der höchste Punkt des europäischen Teils der Niederlande. |
| Belgien                 | Frankreich     | Luxemburg              | im Chiers, östlich von Mont-Saint-Martin (Frankreich), im Westen des Stadtteils Rodingen von Petingen (Luxemburg) und südlich von Aubange (Belgien). Das Gebiet um das Dreiländereck ist von Luxemburg aus über einen Abzweig der N5f gut zugänglich, nicht jedoch der exakte Punkt des Dreiländerecks da dieser in einer steilen und dicht bewachsenen Geländevertiefung des Bachlaufs liegt. |
| Bosnien und Herzegowina | Kroatien       | Montenegro             | Nordöstlich von Gruda in Kroatien |
| Bosnien-Herzegowina     | Kroatien       | Serbien                | westlich von Crnjelovo in Bosnien-Herzegowina |
| Bosnien-Herzegowina     | Montenegro     | Serbien                | westlich von Priboj in Serbien |
| Bulgarien               | Griechenland   | Nordmazedonien         | westlich von Petritsch in Bulgarien |
| Bulgarien               | Griechenland   | Türkei                 | bei der griechischen Gemeinde Trigono, westlich des türkischen Edirne |
| Bulgarien               | Nordmazedonien | Serbien                | westlich von Kjustendil in Bulgarien |
| Bulgarien               | Rumänien       | Serbien                | östlich von Negotin in Serbien |
| Deutschland             | Frankreich     | Luxemburg              | in der Mosel westlich von Perl (Deutschland), nordwestlich von Apach (Frankreich) und östlich von Schengen (Luxemburg) sowie südlich einer Brücke über die Mosel und westlich des nördlichen Bereichs einer Insel in der Mosel (auch nördlich des Wehrs in der Mosel). Ähnliche Situation wie bei Deutschland, Luxemburg und Belgien. Genaugenommen ist dies kein exakter Punkt, sondern eine Linie. Hintergrund: Der Grenzverlauf im Süden dieses Bereichs entspricht nicht dem Verlauf, wie man ihn anhand einer Europakarte erwarten würde. Zum einen beginnt hier die nach Süden verlaufende Grenze zwischen Luxemburg (hier) im Westen und Frankreich (hier) im Osten, wobei diese Grenze hier im Talweg der Mosel liegt. Die Grenze zwischen Deutschland und Frankreich beginnt ebenfalls an diesem einen Punkt im Talweg der Mosel und verläuft erst in östlicher Richtung und dann in südlicher Richtung, auch auf dem Landweg. Frankreich ragt somit etwas in dieses Gebiet in nördlicher Richtung ein. Im Norden bildet in diesem Bereich die Mosel die Grenze zwischen Luxemburg im Westen und Deutschland im Osten. Jedoch ist der Fluss selbst dort gemeinschaftliches Hoheitsgebiet (Kondominium) dieser beiden Länder, siehe Gemeinschaftliches deutsch-luxemburgisches Hoheitsgebiet. Aus diesem Grund kann kein exakter Punkt für das Zusammentreffen aller drei Länder angegeben werden, sondern am ehesten beschreibt eine Linie quer durch die Mosel auf Höhe des erwähnten Punkts im Talweg (zwischen des Westufers beim Abzweig eines Wegs von der Rue Robert Goebbels und dem Talweg des westlichen Zweigs der Mosel) die Situation am besten. Diese Linie grenzt an Frankreich (im Südosten), Luxemburg (im Südwesten) und das deutsch-luxemburgische Kondominium (im Norden). |
| Deutschland             | Frankreich     | Schweiz                | im Rhein nördlich von Basel (Schweiz), östlich von Hüningen (Frankreich) und westlich von Weil am Rhein (Deutschland) sowie südlich der Dreiländerbrücke zwischen Frankreich und Deutschland und nördlich einer Stele am „Dreiländereck“ benannten Zipfel im Rheinhafen von Basel, siehe -> „Dreyeckland“ |
| Deutschland             | Österreich     | Schweiz                | im Bodensee, durch rechtliche Besonderheiten als eine Dreiländerfläche auslegbar, vgl. Bodensee: Territoriale Zugehörigkeit und Kondominium. |
| Deutschland             | Österreich     | Tschechien             | nahe dem Plöckenstein (1320 m), Böhmerwald |
| Deutschland             | Polen          | Tschechien             | in der Lausitzer Neiße an der Mündung des Ullersbaches, südöstlich von Zittau |
| Estland                 | Lettland       | Russland               | westlich von Stuborova in Lettland |
| Finnland                | Norwegen       | Russland               | nordöstlich von Ivalo in Finnland |
| Finnland                | Norwegen       | Schweden               | Kolmen valtakunnan rajapyykki / Treriksrøysa/Treriksröset, Grenzmal westlich von Kilpisjärvi in Finnland. Bis 1917 Dreiländereck zwischen Russland, Norwegen und Schweden. |
| Frankreich              | Italien        | Schweiz                | nahe dem Mont Dolent (3820 m) nahe dem Mont Blanc |
| Italien                 | Österreich     | Schweiz                | Dreiländerecke (2179 m), Vorberg des Piz Lad am Reschenpass |
| Italien                 | Österreich     | Slowenien              | Monte Forno / Dreiländereck / Ofen / Peč (1508 m); bei Arnoldstein, Tarvis, Kranjska Gora; in den Karawanken |
| Kosovo                  | Nordmazedonien | Serbien                | südwestlich von Preševo in Serbien |
| Kosovo                  | Montenegro     | Serbien                | östlich von Rožaje in Montenegro |
| Kroatien                | Serbien        | Ungarn                 | nordöstlich von Gruda in Kroatien |
| Kroatien                | Slowenien      | Ungarn                 | südöstlich von Letenye in Ungarn |
| Liechtenstein           | Österreich     | Schweiz                | (Nordeck); im Rhein bei Bangs unweit Feldkirch in Österreich |
| Liechtenstein           | Österreich     | Schweiz                | (Südeck); Naafkopf (2571 m); im Rätikon |
| Litauen                 | Polen          | Russland (Kaliningrad) | nordöstlich von Żerdziny in Polen |
| Moldau                  | Transnistrien  | Ukraine                | (Nordeck); im Dnjestr westlich von Nimereuca in Moldau |
| Moldau                  | Transnistrien  | Ukraine                | (Südeck); im Dnjestr östlich von Purcari in Moldau |
| Moldau                  | Rumänien       | Ukraine                | (Nordeck); nordöstlich von Darabani in Rumänien |
| Moldau                  | Rumänien       | Ukraine                | (Südeck); östlich von Galați in Rumänien |
| Österreich              | Slowakei       | Tschechien             | bei Hohenau an der March in Österreich |
| Österreich              | Slowakei       | Ungarn                 | bei Deutsch Jahrndorf in Österreich; bei Čunovo in der Slowakei; Rajka in Ungarn |
| Österreich              | Slowenien      | Ungarn                 | Dreiländerecke / Tromejnik / Harmashatar (387 m), bei Sankt Martin an der Raab, Kuzma, Felsőszölnök; Oststeirisches Hügelland/Goričko/Vasi-Hegyhát |
| Polen                   | Slowakei       | Tschechien             | bei Jaworzynka in Polen und Hrčava in Tschechien |
| Polen                   | Slowakei       | Ukraine                | Kremenez (1221 m), nordöstlich von Nová Sedlica in der Slowakei |
| Rumänien                | Serbien        | Ungarn                 | südlich von Kübekhaza in Ungarn |
| Rumänien                | Ukraine        | Ungarn                 | nordöstlich von Bercu in Rumänien |
| Slowakei                | Ukraine        | Ungarn                 | bei Uschhorod (Ukraine) bzw. Záhony (Ungarn) |

## Deutschland, Österreich, Schweiz
Die nachfolgenden Auflistungen zeigen Listen der Dreiländerecke, die von deutschen und österreichischen Bundesländern sowie von Schweizer Kantonen gebildet werden. (Die Länder bzw. Kantone sind in Zeilen alphabetisch aufsteigend angeordnet.)

### Deutschland

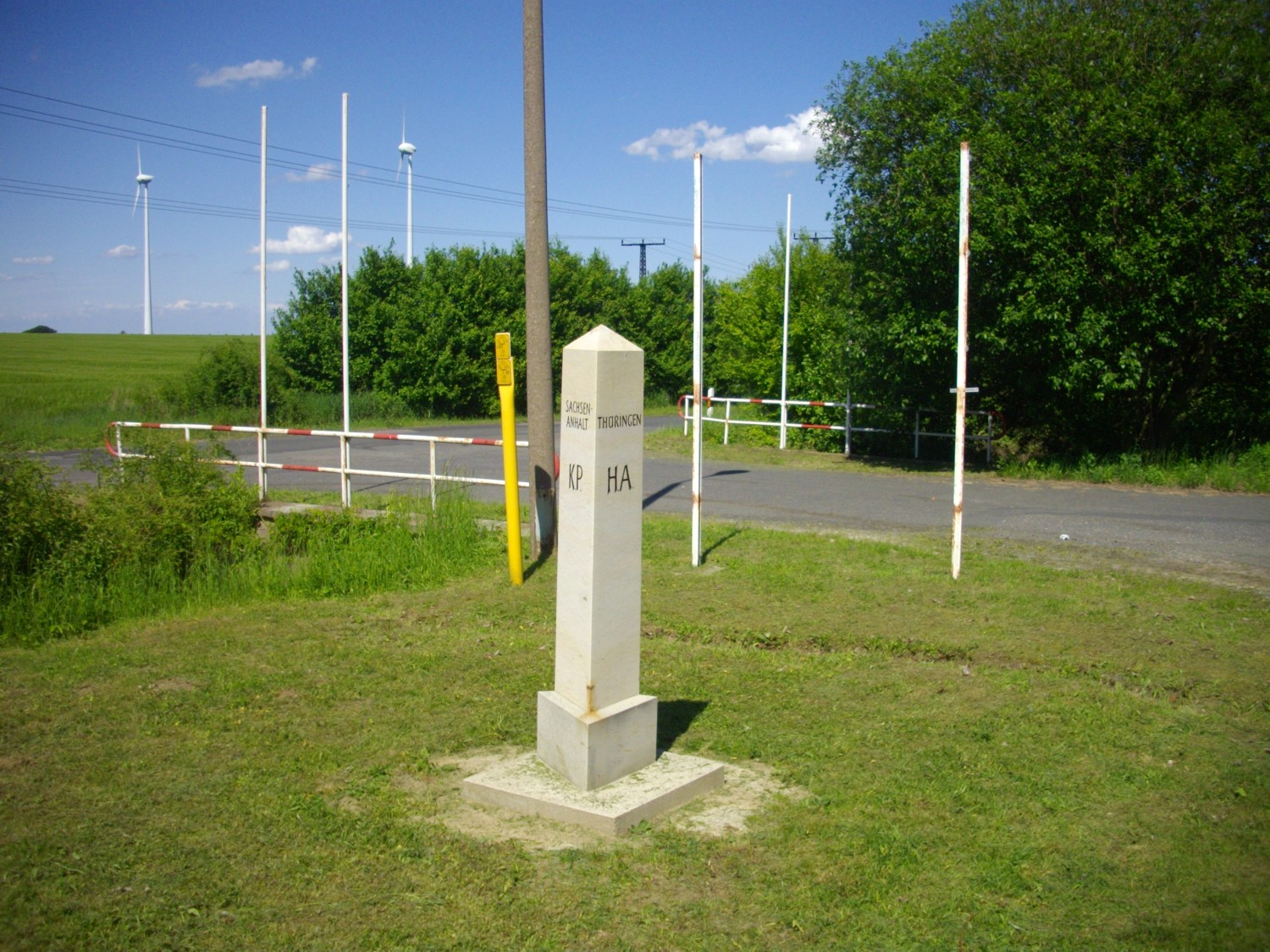
Dreiherrenstein an der Grenze von Sachsen zu Sachsen-Anhalt und Thüringen

Die 16 deutschen Länder bilden zusammen 15 Dreiländerecke. Die meisten Dreiländerecke weist Niedersachsen mit acht auf, dann folgt Hessen mit sechs. Da Hamburg die gemeinsame Grenze von Niedersachsen und Schleswig-Holstein aufbricht, bilden diese drei Länder zwei Dreiländerecke. Berlin, Bremen und das Saarland bilden keine innerdeutschen Dreiländerecke, da sie nur an je ein anderes Land grenzen.
| Baden-Württemberg      | Bayern                 | Hessen              | am Kolli (BW/BY) zwischen Schloss Waldleiningen (BW), Breitenbach (BY) und Hesselbach (HE) |  |  |
| Baden-Württemberg      | Hessen                 | Rheinland-Pfalz     | im Rhein zwischen Sandhofen-Kirschgartshausen (BW), Lampertheim (HE) und Petersau (RP) |  |  |
| Bayern                 | Hessen                 | Thüringen           | am Querenberg (BY) zwischen Hillenberg (BY), Melperts (HE) und Birx (TH) |  |  |
| Bayern                 | Sachsen                | Thüringen           | am Drei-Freistaaten-Stein zwischen Straßenreuth (TH), Münchenreuth (BY) und Grobau (SN) |  |  |
| Brandenburg            | Mecklenburg-Vorpommern | Niedersachsen       | in der Elbe zwischen Gaarz (BB), Dömitz (MV) und Brandleben (NI) |  |  |
| Brandenburg            | Niedersachsen          | Sachsen-Anhalt      | in der Elbe zwischen Lütkenwisch (BB), Schnackenburg (NI) und Aulosen (ST) |  |  |
| Brandenburg            | Sachsen                | Sachsen-Anhalt      | in der Annaburger Heide zwischen Züllsdorf (BB) von Dautzschen (SN) und Bethau (ST) |  |  |
| Hamburg                | Niedersachsen          | Schleswig-Holstein  | westlich von Hamburg: auf der Elbinsel Neßsand zwischen Rissen-Tinsdal (HH), Königreich (NI) und Schulau (SH) |  |  |
| Hamburg                | Niedersachsen          | Schleswig-Holstein  | östlich von Hamburg: in der Elbe zwischen Altengamme-Borghorst (HH), Drage-Stove (NI) und Geesthacht (SH) |  |  |
| Hessen                 | Niedersachsen          | Nordrhein-Westfalen | nahe den Hannoverschen Klippen zwischen Bad Karlshafen (Landkreis Kassel, HE), gemeindefreies Gebiet Solling (Landkreis Northeim, NI), Beverungen (Ortsteil Würgassen, Kreis Höxter, NW). Zu unterscheiden ist hier der Ort des Dreiländerecks bis 1971 und ab 1971 in diesem Bereich, bedingt durch einen Gebietsaustausch. Details siehe hier: Hannoversche Klippen Lage: 51° 39′ 1″ N, 9° 26′ 27″ O |  |  |
| Hessen                 | Niedersachsen          | Thüringen           | an den Schmiedeköpfen zwischen Eichenberg (HE), Friedland (NI) und Hohengandern (TH) |  |  |
| Hessen                 | Nordrhein-Westfalen    | Rheinland-Pfalz     | am Ketzerbach zwischen Rabenscheid (HE), Oberdresselndorf (NW) und Weißenberg (RP), markiert durch eine Hinweistafel. |  |  |
| Mecklenburg-Vorpommern | Niedersachsen          | Schleswig-Holstein  | in der Elbe zwischen Boizenburg/Elbe-Horst (MV), Hittbergen-Barförde (NI) und Lauenburg/Elbe (SH) |  |  |
| Niedersachsen          | Sachsen-Anhalt         | Thüringen           | am Drei-Länder-Stein zwischen Hohegeiß (NI), Benneckenstein (ST) und Rothesütte (TH) |  |  |
| Sachsen                | Sachsen-Anhalt         | Thüringen           | zwischen Maltitz (SN), Langendorf (ST) und Prößdorf (TH); im Zuge des Landesgrenzänderungsstaatsvertrag „Halde Phönix-Nord“ im Jahr 2013 ca. 180 Meter Richtung Norden verschoben. Liegt auf dem Gelände des ehemaligen Glaswerkes Maltitz und ist deshalb rechtlich nicht frei zugänglich. |  |  |

### Österreich

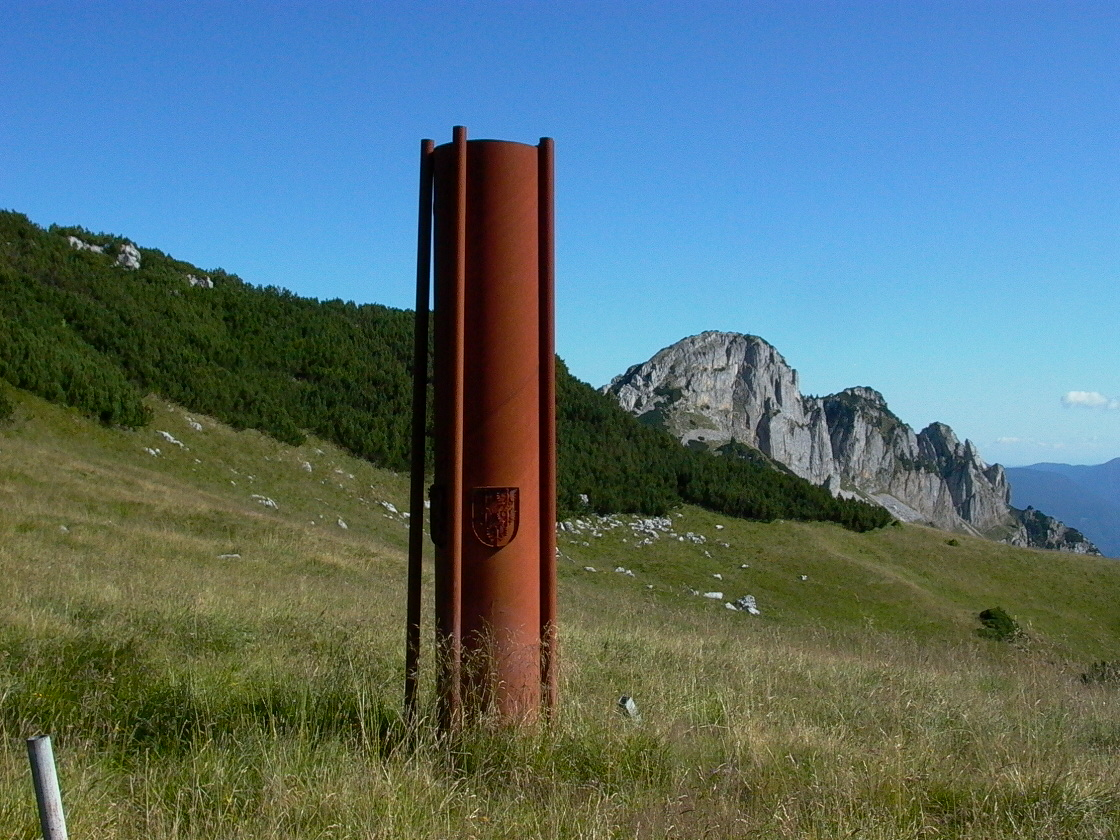
Die Skulptur Dreiklang markiert das Dreiländereck zwischen Niederösterreich (vorne), Oberösterreich (rechts) und der Steiermark (links).

Die neun österreichischen Bundesländer bilden zusammen fünf Dreiländerecke. Die meisten Dreiländerecke weisen die Steiermark mit vier und Salzburg mit drei auf. Vorarlberg und Wien haben keine (innerösterreichischen) Dreiländerecke.
| Land 1           | Land 2           | Land 3     | Anmerkungen |
| ---------------- | ---------------- | ---------- | --- |
| Burgenland       | Niederösterreich | Steiermark | zwischen Schmiedrait (Burgenland), Offenegg (Niederösterreich) und Sparberegg (Steiermark)                        |
| Kärnten          | Salzburg         | Steiermark | am Königstuhl in den Gurktaler Alpen                                                                              |
| Kärnten          | Salzburg         | Tirol      | auf dem Eiskögele in der Glocknergruppe                                                                           |
| Niederösterreich | Oberösterreich   | Steiermark | Im Sattel zwischen Stumpfmauer und Tanzboden auf der Voralpe. Das Dreiländereck ist durch eine Skulptur markiert. |
| Oberösterreich   | Salzburg         | Steiermark | auf dem Torstein im Dachsteinmassiv                                                                               |

### Schweiz
Die Schweiz grenzt an 6 Orten an 3 Nachbarländer, davon 2 Mal an Liechtenstein und Österreich, siehe Dreiländerecke Europas.
Die 26 Kantone bilden zusammen ca. 42 Dreikantonsecke. Die meisten hat der Kanton Bern.
An der Staatsgrenze treffen 2 Verwaltungseinheiten der Nachbarländer aufeinander, z. B. bei:
- Borne des Trois Puissances an der Grenze zwischen Frankreich und der Schweiz Kanton Jura mit den Departments Territoire de Belfort und Haut-Rhin
- Dreiländerspitze an der Grenze zwischen Österreich und der Schweiz: Graubünden mit den Bundesländern Tirol und Vorarlberg
- Dreisprachenspitze an der Grenze zwischen Italien und der Schweiz: Graubünden mit den Regionen Südtirol und Lombardei

Frühere Dreiländerecken finden sich bei:
- Dreiländerstein von 1520 bei Wil AG.
- Borne des trois évêchés im Lac de Biaufond
- Dreiländerstein von 1535 am Ruisseau de Vaux
- Dreibündenstein auf 2156 m ü. M. bei Chur

## Ehemalige Dreiländerecke
Infolge von Grenzverschiebungen kommt es vor, dass bisherige Dreiländerecke Teil von normalen Staatsgrenzen werden oder sich gänzlich innerhalb des Territoriums nur eines Staates wiederfinden (z. B. das einstige Dreikaisereck im heutigen Polen), aber dennoch ein markanter Punkt bleiben. Infolge der unzähligen weltweiten Grenzverschiebungen im Laufe der Zeit können hier nur einige bedeutende ehemalige Dreiländerecke aufgeführt werden.

### Afrika
| Land 1                  | Land 2                                | Land 3             | Anmerkungen |
| ----------------------- | ------------------------------------- | ------------------ | --- |
| Ägypten                 | Anglo-Ägyptischer Sudan               | Libyen (Cyrenaika) | in der Sahara nördlich des Ortes Ma’tan-as-Sarah (im Südosten des heutigen Libyen), Dreiländereck von 1899 (Festlegung der britisch-französischen Interessensphären in der Sahara) bis 1919 (Abtretung ägyptischer Gebiete an Italien durch die Briten) |
| Anglo-Ägyptischer Sudan | Französisch-Äquatorialafrika (Tschad) | Libyen (Cyrenaika) | am Tibesti-Gebirge, Dreiländereck von 1899 (Festlegung der britisch-französischen Interessensphären in der Sahara) bis 1919 (Abtretung des Nordwestzipfels des anglo-ägyptischen Sudan an Italien durch die Briten)                                     |
| Bophutatswana           | Botswana                              | Südafrika          | Westliches Dreiländereck während des Bestehens der international nicht anerkannten Republik Bophutatswana 1977–1994 |
| Bophutatswana           | Botswana                              | Südafrika          | Östliches Dreiländereck während des Bestehens der international nicht anerkannten Republik Bophutatswana 1977–1994 |
| Lesotho (Südosten)      | Südafrika                             | Transkei (Osten)   | in den Drakensbergen, Dreiländereck während des Bestehens der international nicht anerkannten Republik Transkei 1976–1994 |
| Lesotho (Südosten)      | Südafrika                             | Transkei (Westen)  | in den Drakensbergen, Dreiländereck während des Bestehens der international nicht anerkannten Republik Transkei 1976–1994 |
| Lesotho (Südwesten)     | Südafrika                             | Transkei (Osten)   | Dreiländereck während des Bestehens der international nicht anerkannten Republik Transkei 1976–1994 |
| Lesotho (Südwesten)     | Südafrika                             | Transkei (Westen)  | Dreiländereck während des Bestehens der international nicht anerkannten Republik Transkei 1976–1994 |

### Amerika
| Land 1      | Land 2    | Land 3   | Anmerkungen |
| ----------- | --------- | -------- | --- |
| Argentinien | Bolivien  | Paraguay | am Río Pilcomayo, Dreiländereck vor der Eroberung des Chaco Boreal durch Paraguay im Chacokrieg 1932–1935. Da das Gebiet des Chaco Boreal zwischen Bolivien und Paraguay umstritten war, gab es keinen definierten beziehungsweise markierten Grenzpunkt. Nach paraguayischer Auffassung befand er sich am Río Pilcomayo westlich der Quelle des Rio Monte Lima, nach bolivianischer Auffassung knapp westlich von Asunción. |
| Bolivien    | Brasilien | Paraguay | bei Fuerte Olimpo, Dreiländereck vor der Eroberung des Chaco Boreal durch Paraguay im Chacokrieg 1932–1935 |
| Bolivien    | Brasilien | Peru     | im Sierra del Divisor, Dreiländereck bis zur Abtretung von Acre im Vertrag von Petrópolis 1903 durch Bolivien an Brasilien |

### Asien
| Land 1            | Land 2          | Land 3                              | Anmerkungen |
| ----------------- | --------------- | ----------------------------------- | --- |
| Afghanistan       | Britisch-Indien | Ostturkestan                        | Dreiländereck während des Bestehens der Republik Ostturkestan 1944–1949 (bis zu ihrer Annexion durch die Volksrepublik China), seit 1949 Dreiländereck zwischen Afghanistan, China und Pakistan |
| Afghanistan       | Ostturkestan    | Sowjetunion                         | Dreiländereck während des Bestehens der Republik Ostturkestan 1944–1949 (bis zu ihrer Annexion durch die Volksrepublik China), 1949–1991 Dreiländereck zwischen Afghanistan, China und der Sowjetunion, seit Ende Dezember 1991 zwischen Afghanistan, China und Tadschikistan                                                             |
| Armenien          | Persien         | Türkei (Autonomes Gebiet Kurdistan) | zwischen Van-See und Urmia-See, Dreiländereck 1920 (Frieden von Sèvres) bis 1921 (Vertrag von Kars) |
| Britisch-Indien   | Ostturkestan    | Tibet                               | im Kunlun, Dreiländereck während des Bestehens der Republik Ostturkestan 1944–1949 (bis zu ihrer Annexion durch die Volksrepublik China) Seit der Besetzung Tibets und der Region Aksai Chin durch China befindet sich der Ort inmitten chinesischen Gebietes.                                                                            |
| China             | Burma           | Tibet                               | im Hengduan Shan, nach der Unabhängigkeit Tibets von China 1912 Dreiländereck zwischen Tibet, China und Britisch-Indien, nach der Abtrennung Burmas von Britisch-Indien 1937 Dreiländereck zwischen Tibet, China und Burma, seit der Annexion Tibets durch China 1950 Teil der chinesisch-burmanischen Grenze                             |
| China             | Indien          | Tibet                               | im Kunlun, Dreiländereck 1912–1950 Seit der Annexion Tibets durch China und der Besetzung der Region Aksai Chin durch China befindet sich der Ort nur mehr auf chinesischem Staatsgebiet. |
| China             | Mandschukuo     | Mongolei                            | in den südlichen Ausläufern des Großen Chingan, 1932–1937 Dreiländereck zwischen China, Mandschukuo und der Äußeren Mongolei, 1937–1945 zwischen Mandschukuo, der Inneren Mongolei (Mengjiang) und der Äußeren Mongolei, seit dem Rückfall der Mandschurei und der Inneren Mongolei an China 1945 Teil der chinesisch-mongolischen Grenze |
| China             | Ostturkestan    | Mongolei                            | Dreiländereck während des Bestehens der Republik Ostturkestan 1944–1949 (bis zu ihrer Annexion durch die Volksrepublik China) |
| China             | Ostturkestan    | Tibet                               | Dreiländereck während des Bestehens der Republik Ostturkestan 1944–1949 (bis zu ihrer Annexion durch die Volksrepublik China) |
| Indien            | Bhutan          | Sikkim                              | Dreiländereck bis zum Anschluss Sikkims an Indien 1975 |
| Indien            | Nepal           | Sikkim                              | Dreiländereck bis zum Anschluss Sikkims an Indien 1975 |
| Kambodscha        | Laos            | Südvietnam                          | Dreiländereck von der Teilung Französisch-Indochinas 1954 bis zur Wiedervereinigung Vietnams 1976 |
| Laos              | Nordvietnam     | Südvietnam                          | Dreiländereck von der Teilung Französisch-Indochinas 1954 bis zur Wiedervereinigung Vietnams 1976 |
| Mongolei          | Ostturkestan    | Sowjetunion                         | Dreiländereck während des Bestehens der Republik Ostturkestan 1944–1949 (bis zu ihrer Annexion durch die Volksrepublik China) |
| Mongolei          | Tannu-Tuwa      | Sowjetunion                         | Westliches Dreiländereck 1914–1918 zwischen Urjanchaj, Russland und der Äußeren Mongolei, 1921–1944 zwischen Tannu-Tuwa, der Sowjetunion und der Mongolei |
| Mongolei          | Tannu-Tuwa      | Sowjetunion                         | Östliches Dreiländereck 1914–1918 zwischen Urjanchaj, Russland und der Äußeren Mongolei, 1921–1944 zwischen Tannu-Tuwa, der Sowjetunion und der Mongolei |
| Nordjemen         | Saudi-Arabien   | Südjemen                            | in der Wüste Ramlat as-Sab’ataya, Dreiländereck bis zur Vereinigung des Jemen 1990 |
| Osmanisches Reich | Persien         | Russland                            | östlich des Berges Ararat, Dreiländereck bis zum Frieden von Sèvres 1920 Seit dem Vertrag von Kars 1921 befindet sich das Dreiländereck zwischen den Nachfolgestaaten Türkei, Iran und Aserbaidschan (Exklave Nachitschewan) weiter nördlich an der heutigen Stelle.                                                                      |

### Europa
| Land 1                                | Land 2            | Land 3                 | Anmerkungen |
| ------------------------------------- | ----------------- | ---------------------- | --- |
| Belgien                               | Deutschland       | Luxemburg              | „An der Schmiede“ (lux. Schmëtt), nördlich von Huldingen; Nördlichster Punkt Luxemburgs; Dreiländereck von 1839 (Teilung Luxemburgs) bis 1920 (Anschluss von Eupen-Malmedy an Belgien) |
| BR Deutschland                        | DDR               | Tschechoslowakei       | Bis zur Wiedervereinigung befand sich das Dreiländereck an der Stelle, an der Bayern, Sachsen und Böhmen (Tschechien) aufeinander treffen. Es handelt sich um einen Punkt in der Nähe der Orte Regnitzlosau, Landkreis Hof, Bayern; Tiefenbrunn, Gemeinde Eichigt, Vogtlandkreis, Sachsen; Hranice u Aše, Okres Cheb, heute Tschechien. |
| Deutsches Reich                       | Österreich-Ungarn | Russisches Kaiserreich | Dreikaisereck am Zusammenfluss der Schwarzen und der Weißen Przemsa bei Myslowitz im heutigen Polen, 1815–1846 Dreiländereck zwischen Preußen, Russland (Kongresspolen) und der Republik Krakau, 1846–1871 zwischen Preußen, Russland und Österreich, 1871–1918 zwischen Deutschland, Russland und Österreich |
| Deutsches Reich                       | Frankreich        | Luxemburg              | westlich von Redingen i. Lothr., südlich von Oberkorn (Luxemburg), östlich von Hussingen-Godbringen (Frankreich), Dreiländereck 1871–1920 (bis zur Abtretung von Elsass-Lothringen an Frankreich) |
| Deutschland                           | Frankreich        | Schweiz                | südöstlich der Burgundischen Pforte im Wald von Les Côtes (Bois-Défendu) Zwischen den Orten Pfetterhausen (Elsass), Röschlitz (Frankreich) und Brischweiler (Schweiz) befindet sich der Dreimächtestein (Borne des Trois Puissances), der von 1871 bis 1920 (bis zur Abtretung von Elsass-Lothringen an Frankreich) und von 1940 bis 1944 das Dreiländereck Deutschlands, Frankreichs und der Schweiz bildete. Heute treffen hier die französischen Départements Territoire de Belfort und Haut-Rhin sowie der am 1. Januar 1979 geschaffene schweizerische Kanton Jura aufeinander. |
| Deutschland                           | Westpreußen       | Freie Stadt Danzig     | entstanden durch den Friedensvertrag von Versailles und den Polnischen Korridor 1920–1939 |
| Italien                               | Österreich        | Schweiz                | Dreisprachenspitze am Stilfserjoch, Dreiländereck 1866–1920 (bis zur Annexion von Südtirol durch Italien) Es ist bis heute ein „Dreispracheneck“ mit Italienisch (Lombardei), Deutsch (Südtirol) und Rätoromanisch (Graubünden) geblieben. |
| Jugoslawien (SHS-Staat)               | Österreich        | Ungarn                 | Dreiländerecke, nur 1918/19 (St. Germain) bis 1920 (Trianon, Burgenland an Österreich) |
| Lettland                              | Litauen           | Polen                  | Bis zum Zweiten Weltkrieg gab es das etwa 1 km östlich der Grenze (Medumu pagasts) ein Dreiländereck. Jetzt ist es Grenze zwischen Lettland und Litauen. |
| Litauen                               | Polen             | Preußen                | Grenzposten in Bogusch 1545–1569 Dreiländereck, später Grenze zwischen Polen-Litauen und Preußen. |
| Österreich-Ungarn                     | Rumänien          | Russland               | zwischen Österreichisch-Nowosielitza und Russisch-Nowosielitza, Dreiländereck 1812–1918 (bis zur Besetzung der Bukowina und Bessarabiens durch Rumänien) |
| Österreich-Ungarn (Königreich Ungarn) | Rumänien          | Serbien                | westlich des Eisernen Tores, östlich der Insel Ada Kaleh. Dreiländereck bis 1919 |
| Österreich                            | Tschechoslowakei  | Ungarn                 | Von 1921 bis zum 15. Oktober 1947 (Übergabe von drei ungarischen Gemeinden an die Tschechoslowakei / Bratislavaer Brückenkopf) war das Dreiländereck rund 7 km nördlich des heutigen Dreiländerecks mit der Slowakei. |
| Oberlausitz (Königreich Sachsen)      | Schlesien         | Böhmen                 | Am Hang des Smrk befindet sich der Tafelstein (Tabulový kámen), auch Tafelfichte genannt. 1742 bis 1815 Grenzpunkt zwischen der Oberlausitz, Schlesien und Böhmen, gleichzeitig das Dreiländereck zwischen Sachsen, Preußen und Österreich. |

### Ozeanien
| Land 1             | Land 2            | Land 3                | Anmerkungen |
| ------------------ | ----------------- | --------------------- | --- |
| Britisch-Neuguinea | Deutsch-Neuguinea | Niederländisch-Indien | im Zentrum der Insel Neuguinea, Dreiländereck 1885–1920 zwischen Britisch-Neuguinea (ab 1902 Territorium Papua), Deutsch-Neuguinea (Kaiser-Wilhelms-Land) und Niederländisch-Indien, 1920–1949 zwischen Niederländisch-Indien, Territorium Neuguinea und Territorium Papua Mit der Vereinigung des Ostteils der Insel 1949 zum Territorium Papua und Neuguinea war der Punkt kein Dreiländereck mehr und ist heute Teil der Grenze zwischen Papua-Neuguinea und Indonesien. |